# アントナン・モワンヌ
アントナン・モワンヌとして知られるアントナン・マリ・モワンヌ（Antonin Marie Moine 、Antonin Moine、1796年6月29日 - 1849年3月18日）は、フランスの彫刻家。画家、版画家である。

## 略歴
フランス中南東部、ロワール県のサン＝テティエンヌで生まれた。パリに出てパリ国立高等美術学校でアンヌ＝ルイ・ジロデ＝トリオゾンやアントワーヌ＝ジャン・グロに美術を学んだ。風景画家や歴史画家としても活動しながら、1831年のパリのサロンに彫刻を出展し、有力な彫刻家テオフィル・ゴーティエらからその革新性に賞賛を受けた。
1835年から1840年にかけてルイ＝パルフェ・メルリュー(Louis-Parfait Merlieux: 1796-1865)やジャン＝ジャック・エルセクト(Jean-Jacques Elshoecht: 1797-1856)といった同世代の彫刻家と働き、コンコルド広場の「川の噴水」と「海の噴水」の彫刻の一部を制作し、ブルボン宮殿の装飾やリュクサンブール公園のマクシミリアン・ド・ベテュヌの像などを制作した。パリで建築中のマドレーヌ寺院の装飾のための彫刻の構想を1836年に発表したが、それは採用されず、1640年に小規模な天使象を制作した。
1837年に出版業者の経営する鋳造所（Fonderie Susse）と契約し、当時のブルジョアに人気のあった室内装飾用の小さい彫刻の原型を制作する仕事をし、文学作品の登場人物を題材にした小像を制作する仕事もした。1837年から1842年の間、パリのサロンに出展せず、1843年になってパステルによる肖像画をサロンに出展した。
1849年3月に自殺した。自殺の原因は仕事注文が得られなくなっていたことだとする見方やうつ病などの精神的な病気の結果であるとする見方がある。

## 作品

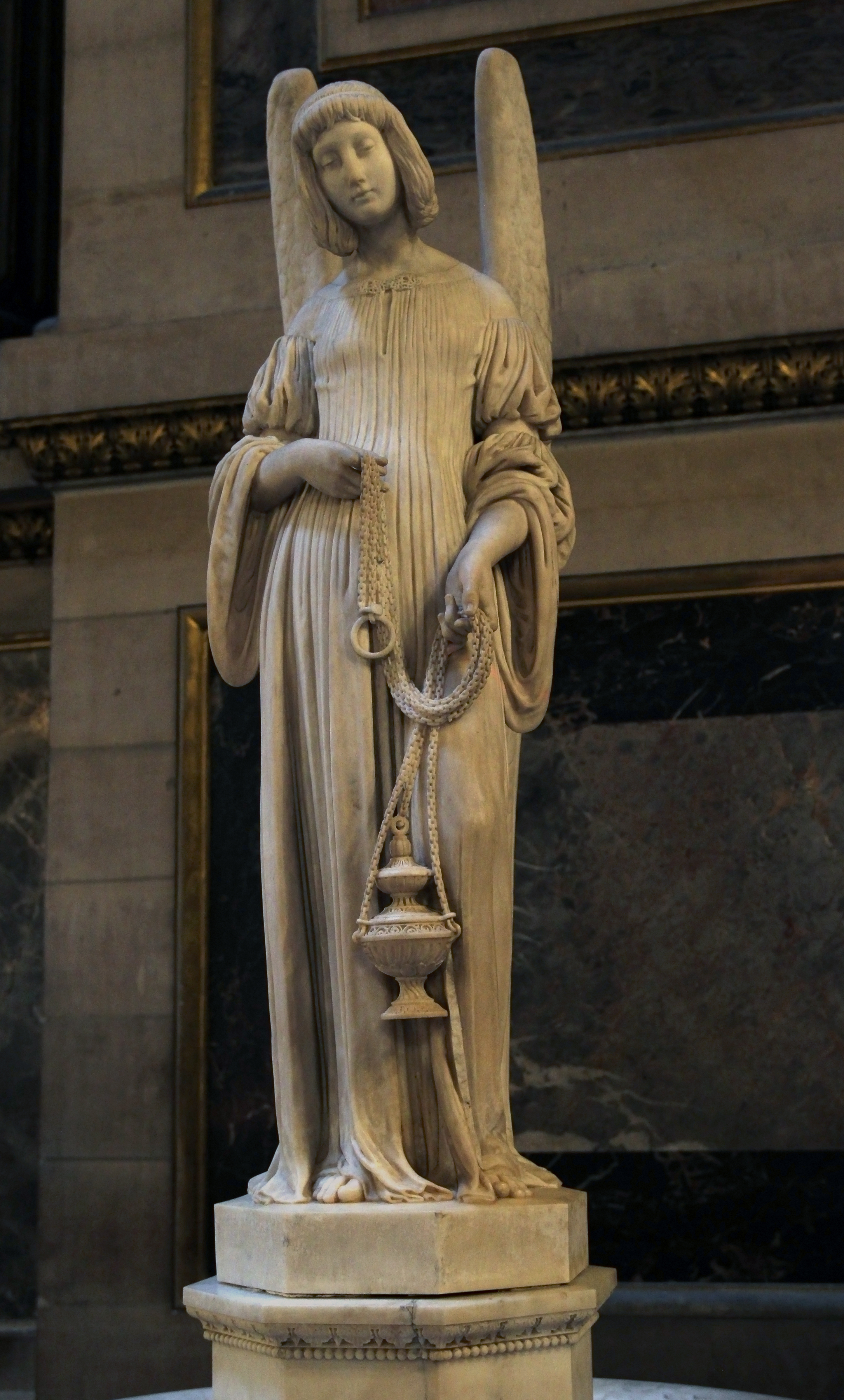
マドレーヌ寺院の装飾彫刻
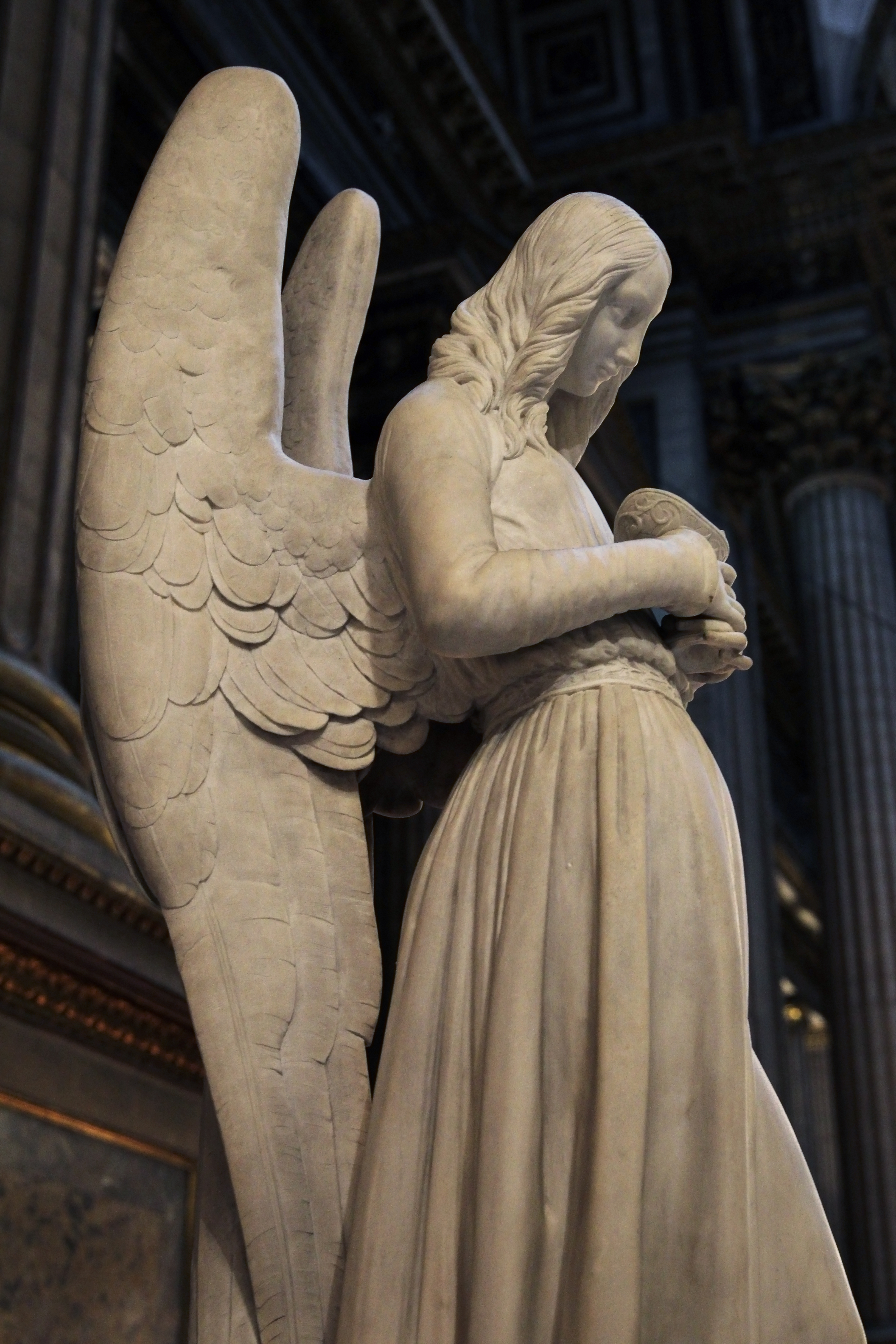
マドレーヌ寺院の装飾彫刻
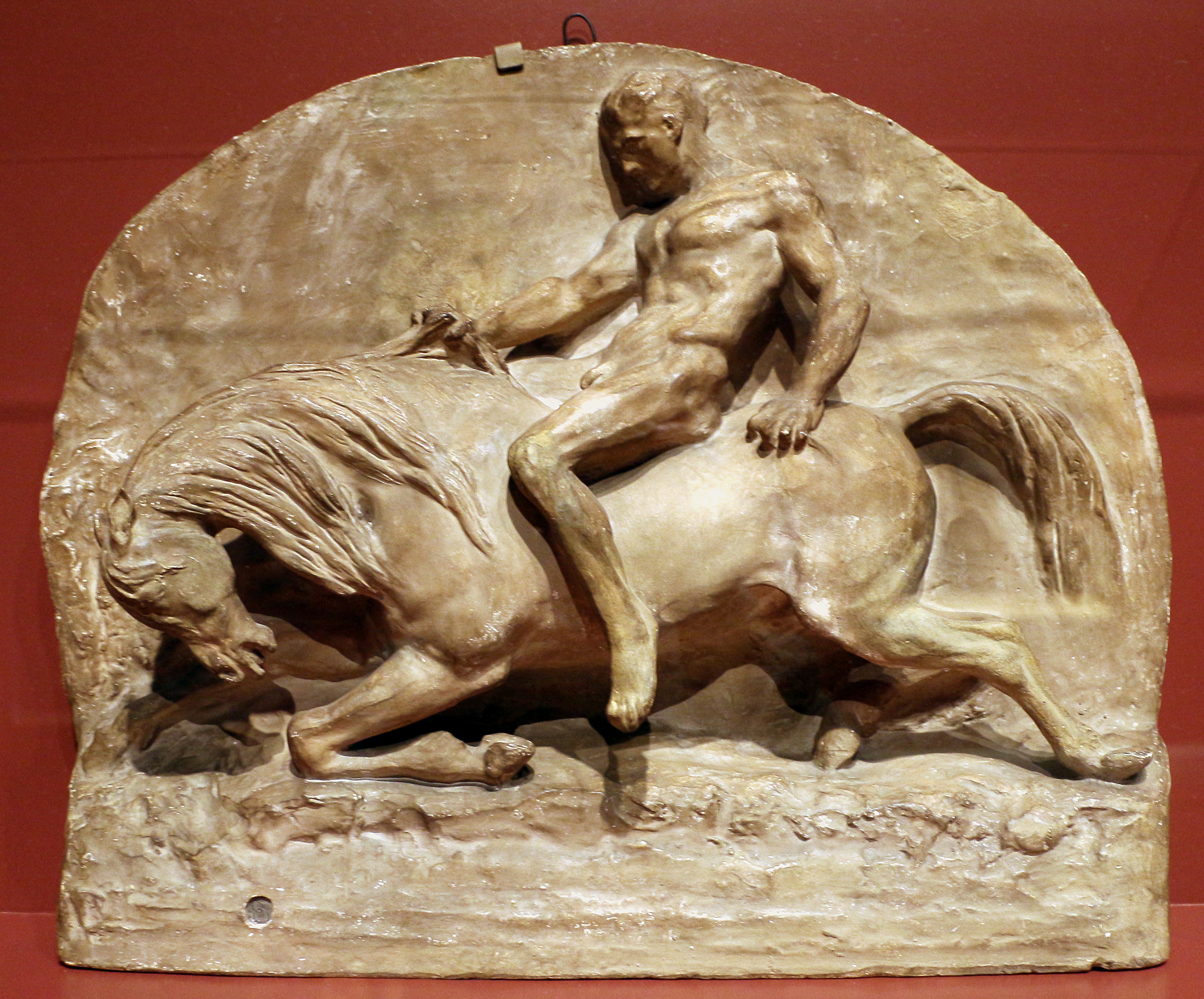
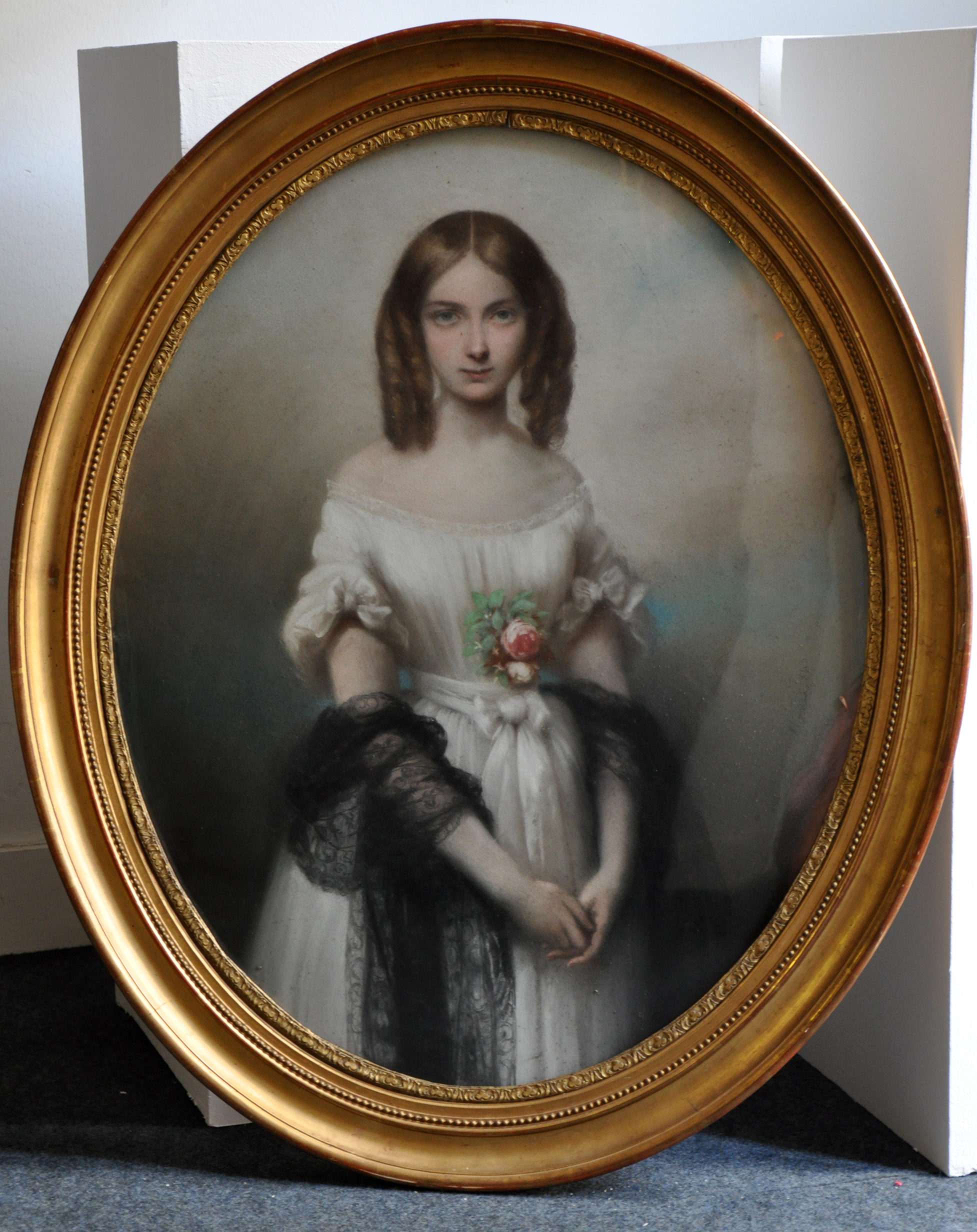
絵画作品 (1943)